# Haranbusz
Haranbusz (arab. حرنبوش) – miejscowość w Syrii, w muhafazie Idlib. W 2004 roku liczyła 3785 mieszkańców.